# Karin Struck
Karin Struck (* 14. Mai 1947 in Schlagtow bei Greifswald; † 6. Februar 2006 in München) war eine deutsche Schriftstellerin.

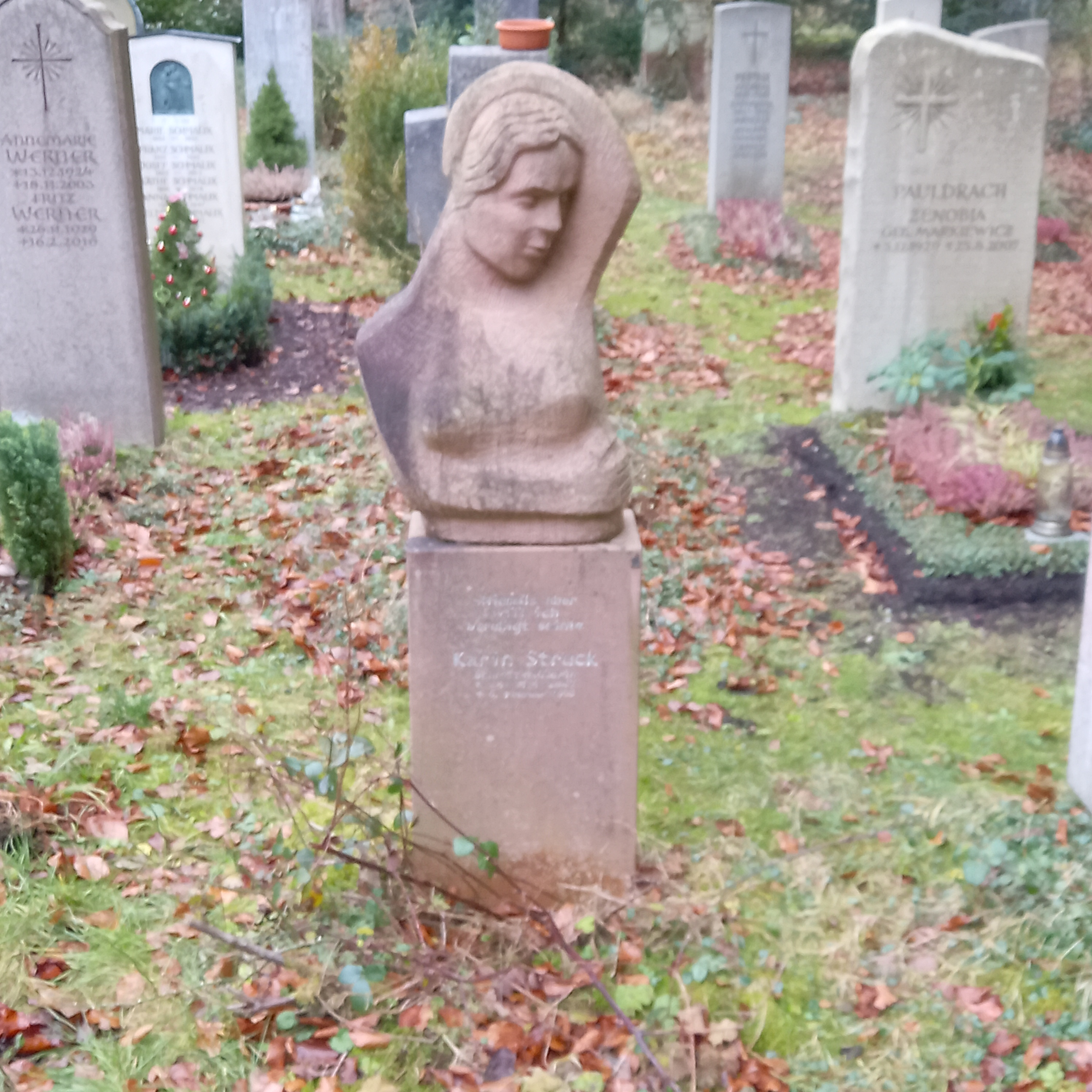
Das Grab von Karin Struck auf dem Waldfriedhof (München)

## Leben
Karin Struck entstammte einer Bauernfamilie, die 1953 wegen der Kollektivierung der Landwirtschaft aus der DDR in die Bundesrepublik floh. Strucks Vater arbeitete in verschiedenen Berufen, u. a. als Eisengießer und in der Textilindustrie. Karin Struck wuchs im ostwestfälischen Schloß Holte-Stukenbrock auf und legte 1966 in Bielefeld ihr Abitur ab. Anschließend studierte sie Romanistik, Germanistik und Psychologie an der Ruhr-Universität Bochum, der Rheinischen Friedrich-Wilhelms-Universität Bonn und der Heinrich-Heine-Universität Düsseldorf. Während ihres Studiums engagierte sie sich im Sozialistischen Deutschen Studentenbund (SDS). Struck war Mitglied der Deutschen Kommunistischen Partei (DKP), trat jedoch später aus Protest gegen die Behandlung des Dissidenten Alexander Solschenizyn durch die sowjetischen Behörden aus.
Ihre erste Ehe wurde 1973 geschieden; in dieser Zeit hatte sie eine Beziehung mit dem Lyriker Arnfrid Astel. Von 1977 bis 1981 war sie ein zweites Mal verheiratet. Danach lebte sie als alleinerziehende Mutter mit ihren vier Kindern in Hamburg. Zuletzt arbeitete und lebte sie in Gütersloh und München. Durch einen eigenen Schwangerschaftsabbruch traumatisiert, wandelte sich Struck zunehmend zur vehementen Abtreibungsgegnerin, was sie unter anderem in ihrem Roman Blaubarts Schatten (1991) und in ihrem Sachbuch Ich sehe mein Kind im Traum (1992) zum Ausdruck brachte. 1996 konvertierte sie zum katholischen Glauben und wurde später Kuratoriumsmitglied im Forum Deutscher Katholiken.
Strucks 1970 geborene Tochter wurde unter dem Künstlernamen Sarah Ines ebenfalls als Autorin bekannt.
Karin Struck starb 2006 nach einer langen Krebserkrankung.

## Werk
1973 zählte Karin Struck mit ihrem Debütroman Klassenliebe zum Begründerkreis der literarischen Stilrichtung Neue Subjektivität, die private Phänomene zum Seismografen einer Gesellschaft machte. Hierzu gehörte in dem Roman auch die Präsentation Arnfrid Astels als Protagonist Z.
1979 wurde ihr Buch Trennung unter dem Titel Die Geschichte der Anna Wildermuth von Peter Beauvais mit Sabine Sinjen in der Hauptrolle verfilmt; das Drehbuch zum Film verfasste Karin Struck selbst. 1982 entzog Karin Struck dem Suhrkamp Verlag das Manuskript für ihr achtes Buch Zwei Frauen, ein Porträt der Friedensbewegung zu Beginn der 1980er Jahre. Als Grund dafür gab sie persönliche Unstimmigkeiten mit ihrem Verleger Siegfried Unseld an, da Unseld Kritik an dem Text geäußert hatte. Das Buch wurde schließlich im selben Jahr im tende-Verlag in Münster veröffentlicht. In den 1980er-Jahren wechselte Struck zum Albrecht Knaus Verlag, bei dem ihre Werke Finale, Glut und Asche und Bitteres Wasser erschienen. Nach dem Weggang des Verlegers Albrecht Knaus am Anfang der 1990er Jahre wechselte sie zum Paul List Verlag, bei dem 1991 ihr Roman Blaubarts Schatten erschien.
Mit Männertreu, einem Erzählungsband mit „Geschichten vom Neuen Mann“, und Ingeborg B. – Duell mit dem Spiegelbild, einer Auseinandersetzung mit Ingeborg Bachmann, konnte sie nicht mehr an frühere Erfolge anknüpfen. In ihren letzten Lebensjahren, die sie in München verbrachte, entfremdete sie sich zunehmend vom Literaturbetrieb und bemühte sich vergeblich, für weitere Bücher einen Verlag zu finden. Sie publizierte aber auch weiterhin, nach ihrer Konversion vor allem in katholischen Medien. Noch wenige Wochen vor ihrem Tod schrieb sie einen Essay für einen Sammelband der mit ihr befreundeten Künstlerin Annegret Soltau.
In der NDR Talk Show am 3. Juli 1992 zum Thema Schwangerschaftsabbruch geriet Karin Struck mit der damaligen Bundesministerin für Frauen und Jugend Angela Merkel und dem Moderator Wolf Schneider in einen Konflikt. Dieser eskalierte schließlich so weit, dass sie beschloss, die Diskussionsrunde zu verlassen. Sie riss ihre Mikrofonverkabelung vom Körper und warf erst das Mikrofon mitsamt Funksender, dann ein Weinglas und traf eine Zuschauerin im Gesicht.

## Auszeichnungen
- 1973 Förderpreis der Stadt Düsseldorf
- 1974 Rauriser Literaturpreis für Klassenliebe
- 1975 Andreas-Gryphius-Preis der Künstlergilde Esslingen
- 1991 Lebensschutzpreis der Stiftung Ja zum Leben

## Werke
- Klassenliebe. Suhrkamp, Frankfurt am Main 1973
- Die Mutter. Suhrkamp, Frankfurt am Main 1975.
  - als Suhrkamp-Taschenbuch: Frankfurt am Main 1978, ISBN 3-518-36989-X.
- Lieben. Suhrkamp, Frankfurt am Main 1977.
- Die liebenswerte Greisin. Erzählung. Mit Graphiken von Annegret Soltau. Pfaffenweiler Presse, Pfaffenweiler 1977
- Trennung. Suhrkamp, Frankfurt am Main 1978
- Die Herberge. Erzählung. Mit Offsetlithographien von Hans-Jürgen Wormeck. Pfaffenweiler Presse, Pfaffenweiler 1981
- Kindheits Ende. Suhrkamp, Frankfurt am Main 1982
- Zwei Frauen. Tende, Münster 1982
- Finale. Geschichte eines unentdeckten Pferdes. Roman. Knaus, Hamburg 1984
- Glut und Asche. Eine Liebesgeschichte. Knaus, München / Hamburg 1985
- Bitteres Wasser. Knaus, München / Hamburg 1988
- Blaubarts Schatten. Roman. List, München / Leipzig 1991
- Ich sehe mein Kind im Traum. Plädoyer gegen die Abtreibung. Ullstein, Berlin / Frankfurt am Main 1992, ISBN 3-550-06548-5; Erweiterte und überarbeitete Neuauflage bei Fiat Domine, Wien 1999, ISBN 3-901785-06-X.
- Männertreu. Erzählungen. Langen Müller, München 1992
- Ingeborg B. Duell mit dem Spiegelbild. Roman. Langen Müller, München 1993
- Annäherungen an Ingeborg Bachmann. Zerstörung durch Männer: Monolog für eine Schriftstellerin. Der Riß: Bilder für Ingeborg Bachmann. Gemeinsam mit Annegret Soltau. Herausgegeben von der Gesellschaft Hessischer Literaturfreunde. Justus von Liebig Verlag, Darmstadt 2003

## Nachlass
Der schriftliche Nachlass von Karin Struck wird im Literaturarchiv der Monacensia im Hildebrandhaus verwahrt.